# Königlicher Stier von Poniatowski

Karte des alten Sternbildes Königlicher Stier von Poniatowski

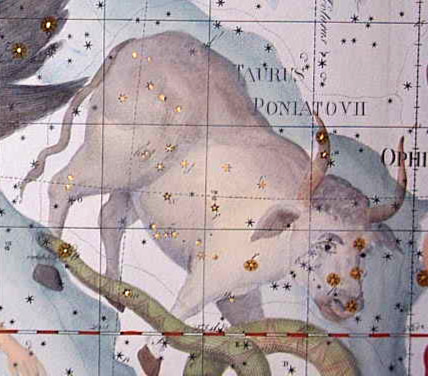

Der Stier des Poniatowski, lat. Taurus Poniatovii, auch Königlicher Stier von Poniatowski, ist ein Sternbild des Nordhimmels, das von Marcin Odlanicki Poczobutt im Jahre 1777 zu Ehren des polnischen Königs Stanislaus Poniatowski eingeführt wurde. Es ist im Sternatlas Vorstellung der Gestirne von Johann Elert Bode beschrieben, gehört aber nicht zu den 88 von der Internationalen Astronomischen Union (IAU) anerkannten Sternbildern. Der Stier von Poniatowski ist eine kleine Sterngruppe im nordöstlichen Teil des offiziellen Sternbildes Schlangenträger (Ophiuchus) und liegt zwischen der Schulter des Schlangenträgers und dem Schwanz der Schlange.
Hauptstern ist der nur 16,6 Lichtjahre entfernte Doppelstern 70 Ophiuchi. Der Stern 70 Ophiuchi A ist einer der wenigen sonnenähnlichen Sterne (Spektraltyp K0 V), die mit dem bloßen Auge sichtbar sind, und hat eine scheinbare Helligkeit von 4,3 mag. Der Begleiter ist deutlich kleiner und hat eine Helligkeit von 6,0 mag, sowie einen scheinbaren Abstand zwischen 1,5 und 6,8 Bogensekunden. Die Umlaufzeit beträgt 88,3 Jahre.
Der Name des Sternbilds leitet sich aus der Form des auffälligen Asterismus im Zentrum des Sternbildes ab, der aus den Sternen 73, 70, 68, 67 und 66 Ophiuchi besteht. Die Form hat große Ähnlichkeit mit dem Kopf des Stieres, d. h. den Hyaden.
Wie die Hyaden ist auch der Kopf des Stiers von Poniatowski ein echter offener Sternhaufen, der die Katalogbezeichnungen Melotte (Mel) 186 und Collinder (Cr) 359 besitzt. Die Gesamthelligkeit des Sternhaufens ist 3,0 mag, der Durchmesser etwa 4°.
Koordinaten des Sternhaufens: (Äquinoktium 2000.0)
- Rektaszension: 18h01m
- Deklination: +03°00'